# Broeders van de Christelijke Scholen

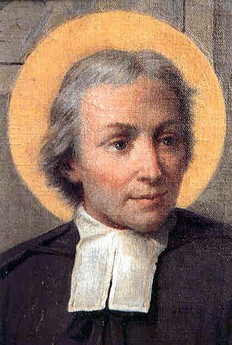
Jean-Baptiste de la Salle

De katholieke congregatie van de  Broeders van de Christelijke Scholen (Latijn: Fratres Scolarum Christianorum; afgekort: FSC) werd in 1680 opgericht door de priester Jean-Baptiste de la Salle (1651-1719) (heilig verklaard in 1900) te Reims. De congregatie houdt zich wereldwijd bezig met onderwijs. De congregatie en andere geestesgenoten, actief in onderwijs en vorming hebben zich verenigd in de Lassalliaanse vereniging.
In hun district "Noord-België" zijn er huizen in Groot-Bijgaarden (provincialaat), Zaventem, Bilzen, Brussel, Antwerpen, Dilsen, Vorst, Ternat, Sint-Truiden, Sint-Jans-Molenbeek, Gent, Leuven, Kruibeke, Kortrijk, Mariakerke,  Sint-Agatha-Berchem, Genk, Ekeren en Kapellen.
Ze zijn (waren) vertegenwoordigd in de volgende middelbare scholen:
- Sint-Jorisinstituut in Bazel
- Sint-Jorisinstituut in Brussel
- Technisch Instituut Sint-Jozef  in Bilzen
- Moretus-Ekeren  in Ekeren (Antwerpen)
- Sint-Jozefinstituut in Genk
- Sint-Lucasschool in Gent
- De Pleinschool Leiekant in Kortrijk
- De Pleinschool Groeningekant in Kortrijk
- De Pleinschool Broelkant in Kortrijk
- VISO in Mariakerke (Gent)
- Instituut Onze-Lieve-Vrouw-van-Vreugde in Roeselare
- Sint-Lukaskunsthumaniora in Schaarbeek
- Sint-Trudo Instituut in Sint-Truiden
- Tuinbouwschool Scholengroep O.-L.-Vrouw in Sint-Truiden
- Sint-Jozefsinstituut in Ternat
- Zaventems Vrij Onderwijs (ZAVO) in Zaventem
- Sint-Amanduscollege in Gent
- Sint-Henricusinstituut in Antwerpen, Oude Steenweg

Het district "Zuid-België" heeft het provincialaat in Ciney, en verder vestigingen in Beauraing, Brussel, Carlsbourg, Châtelet, Luik, Malonne (waar Broeder Mutien-Marie leefde), Bergen, Namen, Doornik, Verviers.
Afdelingen in Rwanda: Butare, Byumba, Kisaro.